# Synchrotron elektronowy

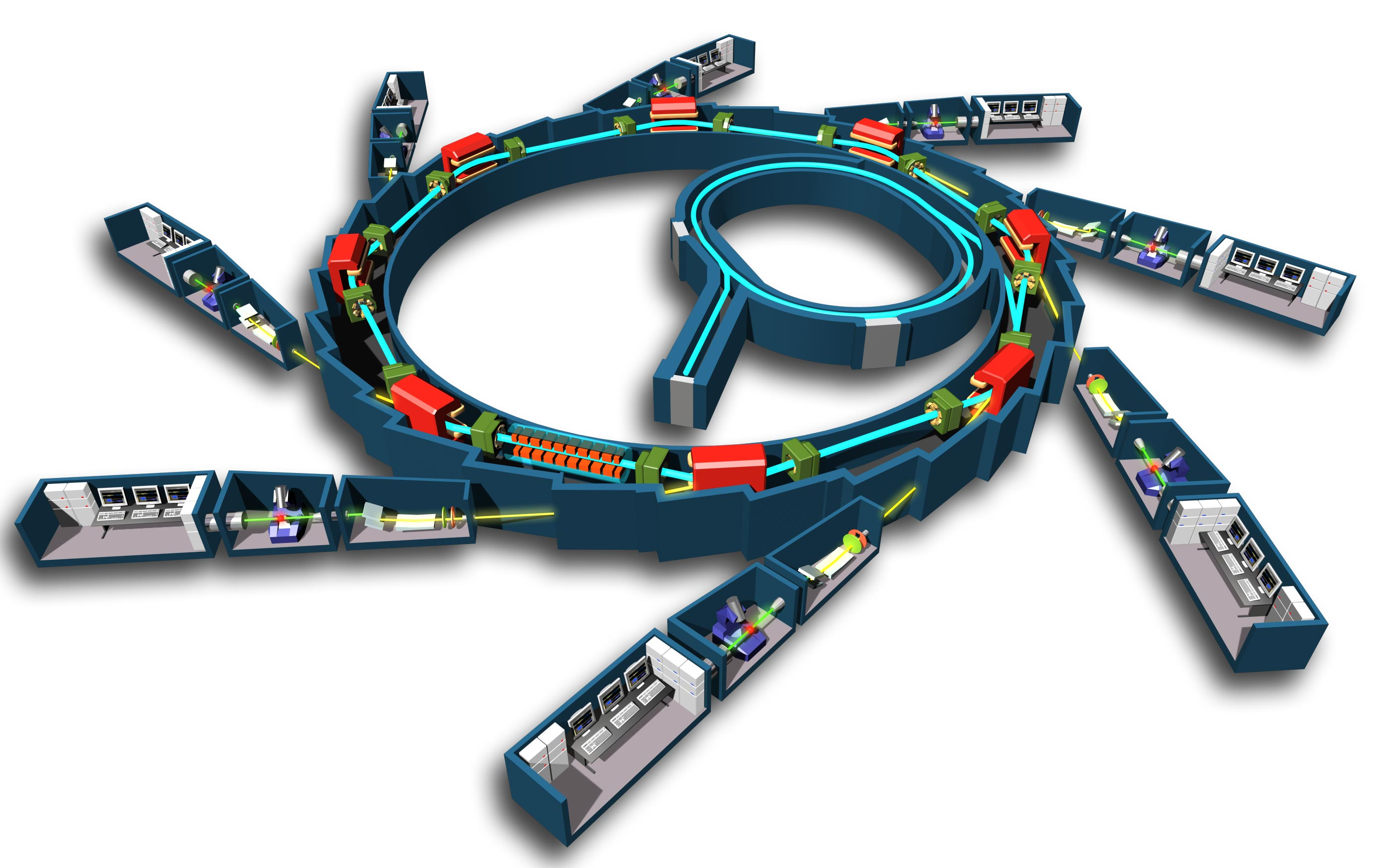
Schemat synchrotronu SOLEIL we Francji

Synchrotron elektronowy – rodzaj akceleratora cyklicznego, służącego do impulsowego, cyklicznego przyspieszania elektronów.
W synchrotronie elektronowym, elektrony poruszają się po stałych orbitach w rosnącym w trakcie cyklu przyspieszania polu magnetycznym, przy stałej częstości rezonansowej przyspieszającego pola elektrycznego.
Energie elektronów osiągane w synchrotronie elektronowym ograniczane są przez straty promieniowania synchrotronowego. Przeciwdziała się mu, zwiększając rozmiary synchrotronu - żeby osiągnąć energie rzędu 100 GeV, średnica synchrotronu elektronowego musi wynosić około. 10 km.